# Bron till Terabitia (film)
Bron till Terabitia (originaltitel: Bridge to Terabithia) är en amerikansk långfilm från 2007 i regi av Gabor Csupo och baserad på Katherine Patersons bok med samma namn. Filmens huvudroller spelas av bland andra Josh Hutcherson, AnnaSophia Robb, Robert Patrick, Bailee Madison och Zooey Deschanel. Filmen finns även dubbad på svenska.
Manusförfattaren David Paterson är Katherine Patersons son, och romanen bygger på delar av hans barndom. När han frågade sin mamma om han kunde skriva ett filmmanus av romanen godkände hon, på grund av att han var en enastående dramatiker. Produktionen av filmen startade i februari 2006, och filmen var klar under november samma år. Man har bland annat filmat i Auckland i Nya Zeeland under sextio dagar. Filmredigeringen tog minst tio veckor, medan postproduktionen samt musik- och filmeffektsproduktionen tog flera månader.
Bron till Terabitia fick en hel del positiva recensioner, och flera filmkritiker betraktade den som en trogen filmtolkning av barnromanen. Filmen har nominerats till sju priser, och vann minst fem Young Artist Awards.

## Handling
Jesse Aarons vill vara den snabbaste pojken i skolan, och han har tränat under hela sommarlovet. Men hans drömmar slås i kras när skolans nya elev, Leslie Burke, visar sig kunna springa mycket snabbare än alla andra. Trots detta och några andra skillnader så blir Jesse och Leslie vänner väldigt snabbt. De är båda utanför i skolan och blir ofta retade av de andra barnen. Och för Jesse är det inte mycket bättre i hemmet, där hans syskon och föräldrar ständigt kritiserar honom.
Jesse och Leslie bor grannar med varandra, och en dag bestämmer de sig för att utforska en närbelägen skog. Där bygger de en koja i ett träd, och tillsammans skapar de Terabitia - en fantasivärld dit de kan fly när de känner att verkligheten är alltför grym. 

## Om filmen
Filmens ledmotiv, You've Got To Keep Your Mind Wide Open, framförs av AnnaSophia Robb som även har en av huvudrollerna. Låten nämns inte under sluttexterna.
I filmen förekommer en del ekorrar. Filmen spelades in i Nya Zeeland, där det inte finns några ekorrar. Så scenerna där ekorrar syns i bild spelades in på annan plats.
I en scen sitter Jesses systrar och tittar på Hannah Montana på TV medan Leslie kommer på besök. Samma scen från serien visas flera gånger.

## Rollista i urval
- Josh Hutcherson - Jesse Aarons
- AnnaSophia Robb - Leslie Burke
- Zooey Deschanel - Ms. Edmunds
- Robert Patrick - Jack Aarons
- Bailee Madison - May Belle Aarons
- Kate Butler - Mary Aarons
- Devon Wood - Brenda Aarons
- Emma Fenton - Ellie Aarons
- Grace Brannigan - Joyce Aarons
- Latham Gaines - Bill Burke
- Lauren Clinton - Janice Avery

## Svenska röster
- Bisse Unger - Jess
- Hedvig Heijne - Leslie
- Lena Carlson - Mamma
- Johan Hedenberg - Pappa
- Elvira Dietmann - May Belle
- Annica Smedius - Leslies mamma
- Anders Jansson - Leslies pappa
- Oskar Karlsson - Scott
- Joy Klackenberg Linnér - Brenda
- Jovanna Remaeus Jönson - Musikfröken
- Carl-Magnus Lilljedahl - Gam/Gary
- Oskar Nilsson - Fjortiskille
- Viktoria Lunell Salmson - Janice
- Anki Larsson - Klasslärare
- Annika Barklund - Carla
- Vanja Bolme - Madison
- Hanna Winberg, Petter Winberg, Vanja Bolme, David Garcia - Barnkör